# なんでもRSS
なんでもRSSは、RSS非対応のウェブページからRSSを生成することができるサービス。2005年5月9日に公開され、2012年時点でもアクセスできたことが確認されているが、のちに利用できなくなった。

## 概要
2005年5月9日に公開され、東京工業大学精密工学研究所奥村研究室によって運営されたサービス。ユーザー登録やログイン等は不要で、指定されたフォームにRSSを生成したいWebページのURLを入力し、隣接されているボタンをクリックすると、対象のHTMLファイルを走査し、連続して現れる日付表現と本文を関連付けして、RSSを生成する。
公開から2005年7月6日までの約2か月で累計アクセスが212万以上になった。

## サービス
RSS自動生成サービスで、RSSフィードが行われていないサイトでも、ホームページに記載されている日付を元にHTMLを自動的にRSSへ変換されるため、随時に更新された情報がRSSフィードで配信される。
なんでもRSSで出力されたRSSはフィードリーダーに登録できる。

## 関連図書
- 南野, 朋之、奥村, 学「なんでもRSS - HTML文書からのRSS自動生成」『人工知能学会全国大会論文集』第19巻、人工知能学会、2005年、doi:10.11517/pjsai.JSAI05.0.10.0、ISSN 2758-7347。